# Ājīn Dojīn
Ājīn Dojīn (persiska: آجين دُجين) är en ort i Iran.   Den ligger i provinsen Alborz, i den norra delen av landet, 60 km nordväst om huvudstaden Teheran. Ājīn Dojīn ligger 1 661 meter över havet och antalet invånare är 578.
Terrängen runt Ājīn Dojīn är varierad.Runt Ājīn Dojīn är det ganska tätbefolkat, med 86 invånare per kvadratkilometer. Närmaste större samhälle är Shahr-e Jadīd-e Hashtgerd, 8,1 km väster om Ājīn Dojīn. Trakten runt Ājīn Dojīn består i huvudsak av gräsmarker.